# سلوى (فنانة)
سلوى مغنية جزائرية من مواليد 1935 بالبليدة واسمها الحقيقي فطومة لميتي وكُرمت سلوى في الجزائر وفرنسا.. علما أنها سجلت أعلى المبيعات في الستينيات. وبفضل إرادتها القوية وإمكانياتها الفنية الكبيرة، برهنت في طابع الحوزي، ومثلته من خلال الاستماع إلى دحمان بن عاشور، ومحمد خزناجي، ومطربين كبار في هذا الطبع، فصالت وجالت في العالم العربي وأوربا فضلا عن كل أرجاء التراب الوطني.

## مشوارها
- 1952: نشطت في الحصص الإذاعية الصبيانية، إلى أن اشتركت مع الراحل بشطارزي في المسرح الإذاعي.

- 1959: سلوى إلى باريس، لتلتقي بالحاج عمر، ليقدمها، بدوره، لأخيه الفنان عمراوي ميسوم، الذي اقترح عليها الغناء، لتدخل التجربة بكل ثقلها. كما أعادت أغاني ليلى الجزائرية، ومنها:

1. «ياحليوه»
2. "بان الفجر
3. غنى الليل"

- 1960: أدت سنة رائعة «لالا يمينة» التي سجلت أكبر المبيعات بفرنسا، وهي من كلمات الحبيب حشلاف وتلحين ميسوم. والأغنية مطلوبة إلى اليوم من الجمهور.
- 1962: وواصلت سلوى مشوارها بخطى ثابتة، فأنتجت «يا أولاد الحومة»، و«كيف رايي همّلني» والتي احتلت المرتبة الثالثة في مبيعات شركة التسجيلات الشهيرة باثي ماركوني. كما تعاملت مع أكبر الموسيقيين في الجزائر وتونس (عازفين)، منهم قدور شرشالي، ومحمد كعبور، وإبراهيم المغربي. وعملت، أيضا، مع الفنان العملاق رضا فلكي «حمو».ومن الملحنين معطي بشير، ومحبوباتي، وشريف قرطبي

- 1963: توجهت سلوى إلى المشرق (مصر، ولبنان والعراق)؛ حيث عاشت سنتين، لتتعرف على أكبر الملحنين، ثم رحلت إلى المغرب، لتتعاون مع عبد السلام عامر، وإبراهيم العلمي. وبفضل تشجيعات زوجها، قائد الجوق الشهير بوجمية مرزاق، وسيدة الغناء الجزائري فضيلة الدزيرية، توجهت إلى الغناء الكلاسيكي الجزائري واشتقاقاته، مثل الحوزي والعروبي، فتبنت سلوى طبع الحوزي، خاصة بعد وفاة فضيلة الدزيرية. وقد نصحها مصطفى كشكول بمقابلة عبد الكريم دالي، الذي علّمها أصول الحوزي لتسجل «الحوازة» و«الأندلسي». كما أدت سلوى الطقطوقات، ومنها «أنا غزالي»، التي لاتزال تعاد إلى اليوم من الفنانين الشباب.
- 1966: تحصلت على أوسكار الطبعة الأولى من مهرجان الأغنية الجزائرية، عندما أدت أغنية لحنها لها محبوب سفر باتي، علما أن «سلوى» هو الاسم الفني الذي أعطاها إياه محمد الطاهر فضلاء.[3]

## وفاتها
توفيت الفنانة في ديسمبر 2021م